# Piecki (Gdańsk)

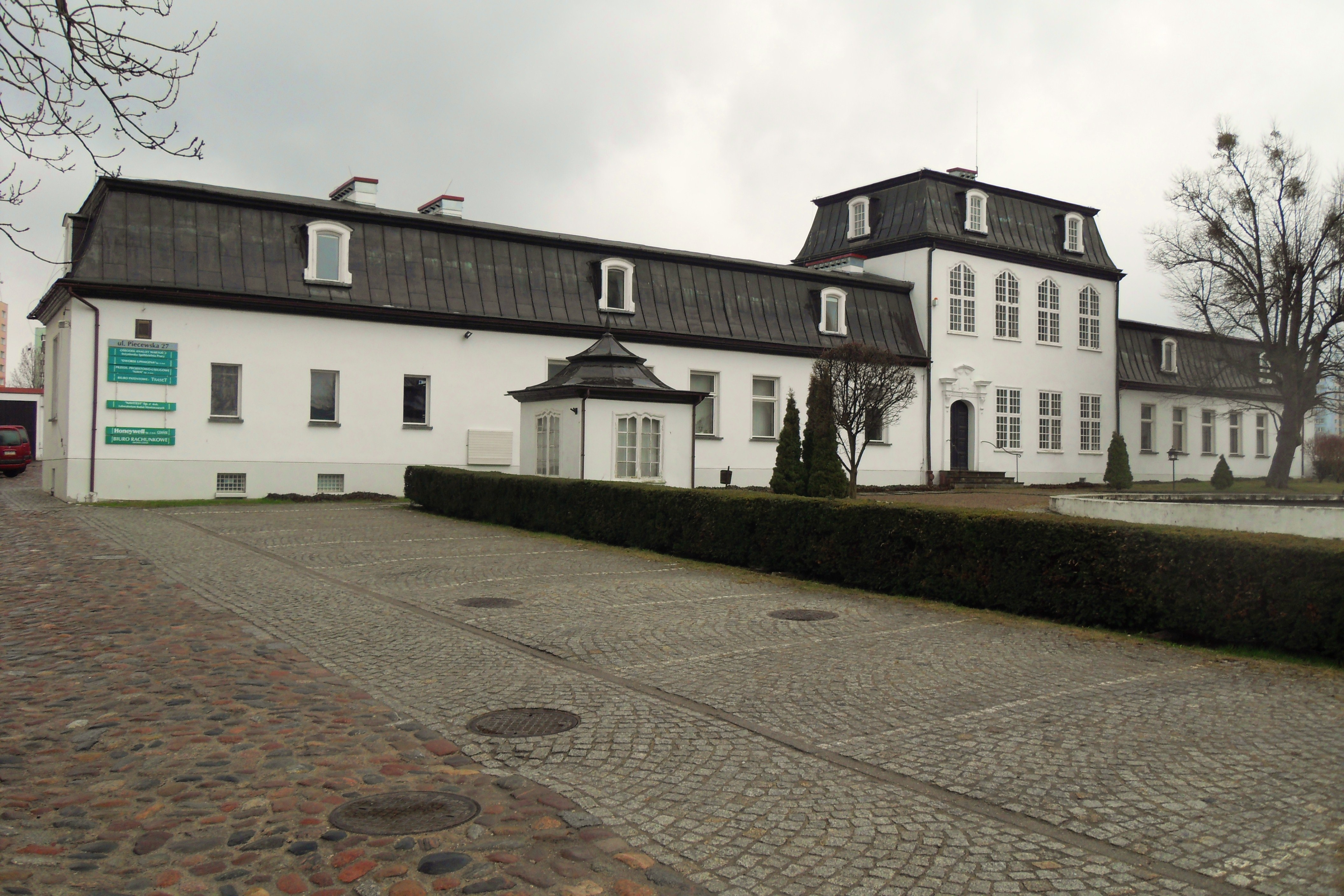
Zespół dworski Uphagenów z XVIII wieku

Piecki (dawniej: Biesikierz, kaszb. Piécczi, niem. Pietzkendorf) – osiedle bloków mieszkalnych w Gdańsku, w dzielnicy Piecki-Migowo.
Wieś duchowna, należąca do szpitala Św. Elżbiety w Gdańsku położona była w drugiej połowie XVI wieku w powiecie gdańskim województwa pomorskiego. Piecki zostały włączone w granice administracyjne miasta w 1942, a następnie w 1954. Osiedle należy do okręgu historycznego Wrzeszcz.
Piecki stanowią centralno-północną część dzielnicy. Granice Piecek wyznaczają ul. Jaśkowa Dolina i ul. Rakoczego, zaś od północy - granica dzielnicy Piecki-Migowo.
Główną ulicą wewnętrzną osiedla jest ul. Piecewska, która niegdyś była jedyną drogą łączącą Brętowo z Suchaninem.